# Gunnae-myeon, Paju
Gunnae-myeon (koreanska: 군내면) är en socken i kommunen Paju i provinsen Gyeonggi i den nordvästra delen av Sydkorea, 45 km norr om huvudstaden Seoul.
Endast två av socknens sju byar är bebodda. I byn Josan-ri är endast bydelen Daeseong-dong, även kallad "Fredsbyn", bebodd. Det är den enda bosättningen inom Koreas demilitariserade zon i Sydkorea. Övriga fem byar ligger helt inom Koreas demilitariserade zon och är obebodda. 